# Diane Birch
Pour les articles homonymes, voir Birch.
Diane Birch (née le 24 janvier 1983 dans le Michigan) est une auteure-compositrice-interprète américaine.

## Discographie

### Albums studio
- Bible Belt (2009)
- Speak a Little Louder (2013)
- Flying on Abraham (2024)

### Extended play
- iTunes Session – EP (2010)
- The Velveteen Age (2010, avec le Phenomenal Handclap Band (en))
- Nous (2016)